# Patrick Johnson
Patrick Johnson (Orlando, Florida, 1993. február 19. –) amerikai színész.

## Pályafutása
Szülei Rick és Alanna Johnson, ötödik gyermek a hatból. Spring Hill-ben, Tenessee-ben nőtt fel. Mindig is előadó szeretett volna lenni, de igazán akkor szeretett bele, amikor az egyik gyerekkori barátja egy országos reklámban szerepelt és nemcsak hogy jól megfizették, de egész nap ingyen ehetett, így Patricknek ez megtetszett, és azóta is színészkedik. Nashville-ben dolgozott, a "The People Store" castingügynökség képviseletében. 
Első komolyabb szerepe keretében Ray Santino szerepét játszhatta a "Necessary Roughness" című televíziós sorozatban. 2014-ben szerepet kapott a Szabotázs (Sabotage) filmben, amelyben Arnold Schwarzeneggerrel játszhatott együtt, Jacob Wharton-t játszotta. 2016-ban főszerepet kapott a Maximum Ride című James Patterson által írt könyvsorozat filmadaptációjában, Agyart alakította. Patrickot most az APA képviseli. Nashville-ben él.

## Szerepei
2017-ig már több, mint húsz produkcióban vett részt, mint színész:

### Televíziós sorozatok
| Év        | Cím             | Szerep          | Megjegyzés   |
| --------- | --------------- | --------------- | ------------ |
| 2015      | Carter nyomában | Ned             | epizódszerep |
| 2015      | Extant          | Lucas           | 5 epizód     |
| 2013      | Revolution      | Teen Bass       | epizódszerep |
| 2011-2013 | Doktor D        | Ray Santino Jr. | 28 epizód    |

### Filmek
| Év   | Cím                           | Szerep              | Megjegyzés |
| ---- | ----------------------------- | ------------------- | ---------- |
| 2017 | All Saints                    | Father Jeffers      |            |
| 2017 | Baker's Man                   | Doug                |            |
| 2017 | County Line                   | Nat                 |            |
| 2016 | Bus Driver                    | Paul                |            |
| 2016 | Maximum Ride – Szárnyra kapva | Agyar               |            |
| 2016 | The Perfect Daughter          | Hanson Carter       | TV film    |
| 2016 | Alibi                         | Dalton              | rövidfilm  |
| 2015 | Meet My Valentine             | Hanson Carter       | TV film    |
| 2015 | Project Almanac               | Todd                |            |
| 2014 | Szabotázs                     | Jacob Wharton       |            |
| 2014 | Végtelen szerelem             | Chris Butterfield   |            |
| 2011 | Parallax                      | Kidnapper           | rövidfilm  |
| 2011 | Giggity                       | Simon               | rövidfilm  |
| 2011 | Bajos csajok 2.               | Nick 'Big Z' Zimmer | TV film    |
| 2010 | Christmas Cupid               | Brad                | TV film    |
| 2009 | Digital Diary: Robby          | Robby               | rövidfilm  |
| 2007 | Master                        | Darren              | rövidfilm  |

## További információ
- Patrick Johnson a PORT.hu-n (magyarul)
- Patrick Johnson az Internetes Szinkronadatbázisban (magyarul)
- Patrick Johnson az Internet Movie Database-ben (angolul)